# Cité (stanice metra v Paříži)

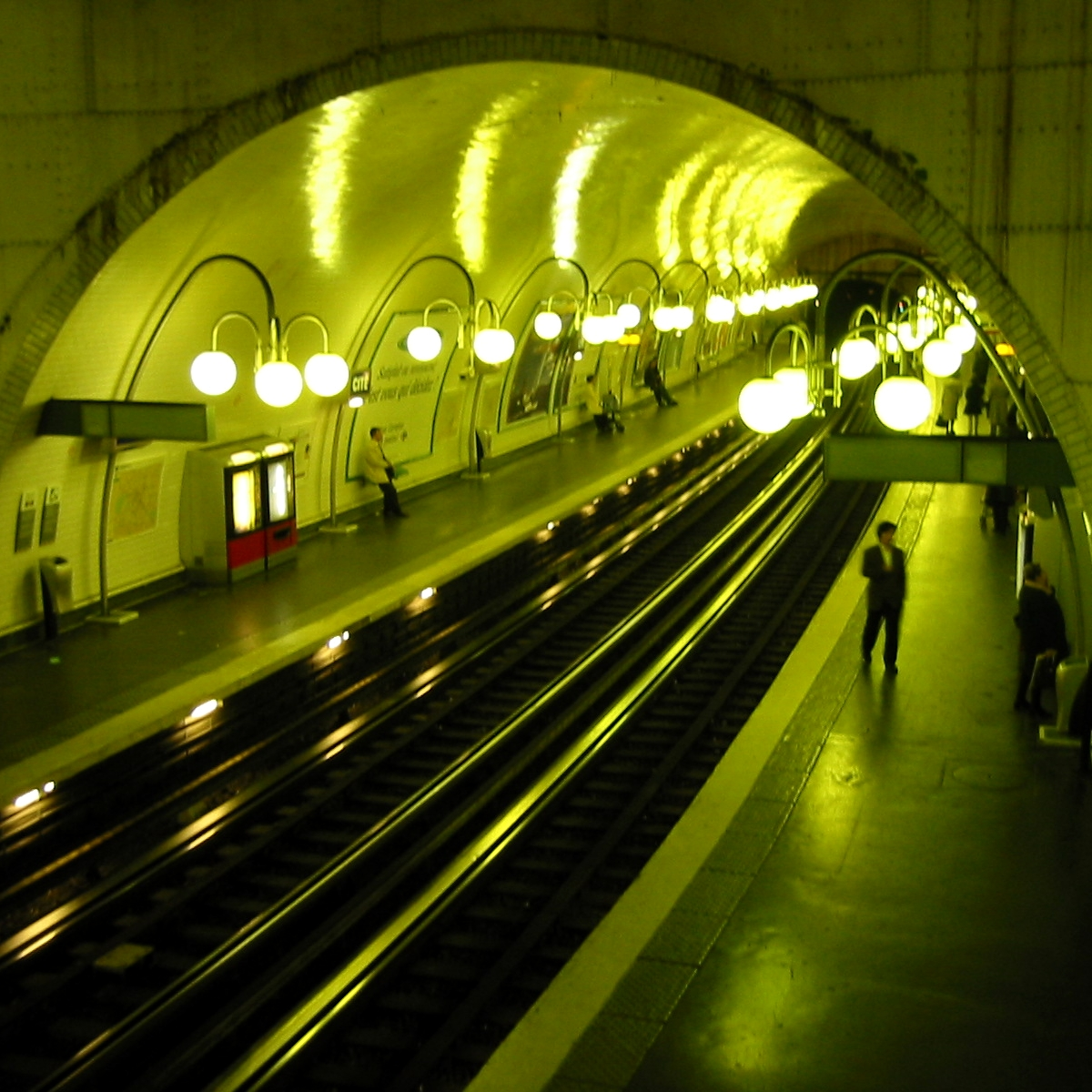
Nástupiště na stanici je osvětleno neobvyklým nazeleným světlem.

Cité je nepřestupní stanice pařížského metra na lince 4 ve 4. obvodu v Paříži. Je jedinou stanicí metra na ostrově Cité. Nachází se na pod náměstím Place Louis-Lépine.

## Historie
Stanice byla otevřena 10. prosince 1910, téměř rok po zprovoznění linky – vlaky tudy projížděly bez zastavení. Úsek mezi stanicemi Châtelet a Raspail byl zprovozněn již 9. ledna 1910 a propojil do té doby samostatnou severní a jižní část linky.
Stanice byla vybudována v hloubce 20 m, neboť tunel linky musel být položen pod Seinou.

## Název
Jméno stanice pochází z jeho umístění na ostrově Cité.

## Vstupy
Stanice má jen jeden vchod na náměstí Place Louis-Lépine u domu č. 2.

## Zajímavosti v okolí
- Katedrála Notre Dame
- Sainte Chapelle
- Conciergerie
- Palais de Justice
- Most Pont Neuf
- Muzeum Crypte archéologique
- Nemocnice Hôtel-Dieu
- Květinový a ptačí trh v Paříži